# Final Fantasy XIV (2010)
Final Fantasy XIV is een actierollenspel en het veertiende deel in de Final Fantasy-serie dat op 30 september 2010 uitkwam voor de pc en op 11 maart 2011 voor de PlayStation 3. Het is een MMORPG, ontwikkeld en uitgegeven door
Square Enix. Het spel speelt zich af in de fantasiewereld Hydaelyn, voornamelijk in een regio genaamd Eorzea, en bevat een mix van sciencefiction en klassieke fantasy-elementen.
De eerste fase van de alphatest begon 11 maart 2010. Dit werd aangekondigd op VanaFest 2010, een evenement om onder andere het bestaan van 8 jaar Final Fantasy XI te vieren. De tweede fase van de alphatest begon 10 juni 2010. De PlayStation 3-versie van Final Fantasy XIII bevatte een sleutel met een kans tot toegang tot de betatest, die later in het jaar gehouden zou worden. De betatest begon officieel op 13 juli 2010.
De standaard pc-versie werd op 30 september 2010 uitgebracht, de Collectors Edition een week eerder. De servers gingen officieel online om 18:00 PDT op 21 september 2010. De PS3-versie zou eerst in maart 2011 uitkomen, maar werd voor onbepaalde tijd uitgesteld vanwege de negatieve ontvangst van het spel.

## Gameplay
Het gevechts- en banensysteem is anders dan hetgeen gebruikt wordt in Final Fantasy XI, hier kreeg men ervaringspunten en een level-up-voortgang. Final Fantasy XIV is ontworpen met een skill-based-systeem, ongeveer zoals in Final Fantasy II.
Spelers kunnen een avatar kiezen zoals degene in Final Fantasy XI. Groepsgevechten zijn minder vaak nodig dan in Final Fantasy XI, de solo- en groepspeelstijl is nu beter gebalanceerd. Wapens en gereedschappen veranderen de ontwikkeling van het personage van de speler.
Op de officiële website staat meer uitleg over het nieuwe Job System, ook bekend als The Armoury System.
Bij het hanteren van verschillende wapens en zelfs gereedschappen, kunnen spelers kiezen welke rol het best bij hen past, bijvoorbeeld als Gladiator of Thaumaturge. De verschillende rollen zijn onderverdeeld in vier soorten:
1. Disciples of War - Meesters in wapens
2. Disciples of Magic - Meesters in magie
3. Disciples of the Land - Verzamelaars van materialen en studenten van de natuur
4. Disciples of the Hand - Arbeiders in synthesis en industrie

Al deze soorten vallen onder het Armoury System. Als een speler besluit een wapensmidshamer te gebruiken, verandert het personage en wordt het een smid. Hetzelfde geldt voor de verzamelaars, zodra de speler een verzamelvoorwerp gebruikt, verandert het personage qua kleding en speelstijl.